# Walter Zeman
Walter Zeman (1. května 1927, Vídeň – 8. srpna 1991, Vídeň) byl rakouský fotbalista.
Hrál na pozici brankáře, zejména za Rapid Vídeň. Hrál na MS 1954.

## Hráčská kariéra
Walter Zeman na pozici brankáře za FC Vídeň, Rapid Vídeň a Salzburger AK 1914.
Za Rakousko chytal 41 zápasů. Na MS 1954, kde získalo Rakousko bronz, chytal kvůli zranění jen v semifinále, když Kurt Schmied dostal ve čtvrtfinále úpal.

## Úspěchy
Rapid Vídeň
- Rakouská liga (8): 1946, 1948, 1951, 1952, 1954, 1956, 1957, 1960
- Rakouský pohár (1): 1946
- Zentropacup (1): 1951

Rakousko
- 3. místo na MS: 1954

Individuální
- Rakouský sportovec roku (1): 1950
- Rakouský fotbalista roku (3): 1951, 1952, 1953